# Café de la Régence
Das Café de la Régence in Paris war etwa von der Mitte des 18. bis zur Mitte des 19. Jahrhunderts das Zentrum des Schachspiels in Europa. Alle bedeutenden Schachspieler jener Zeit haben dort Partien gespielt.

## Vom Café de la Place du Palais-Royal zum Café de la Régence
Das Café wurde im Jahre 1681 als eines der ersten Kaffeehäuser in Paris unter dem Namen Café de la Place du Palais-Royal gegründet. Es befand sich zwischen der Rue Saint-Honoré und der Place du Palais-Royal. Frühestens 1715 wurde es in Café de la Régence umbenannt. Der neue Name bezog sich auf die Ära der Regentschaft (La Régence), die von 1715 bis 1723 andauerte, als der Herzog von Orléans anstelle des noch unmündigen jungen Königs Ludwig XV. die Herrschaft ausübte. Diesen Namen behielt das Café dann später bei. Seit etwa 1740 diente es als Treffpunkt der Schachspieler von Paris, die vorher im Café Procope in der Rue de l'Ancienne-Comédie gespielt hatten. Während des Umbaus der Place du Palais-Royal im Jahr 1852 war es vorübergehend im Hotel Dodun, Rue de Richelieu, untergebracht, bevor es 1854 an die n° 161 Rue Saint-Honoré umzog.

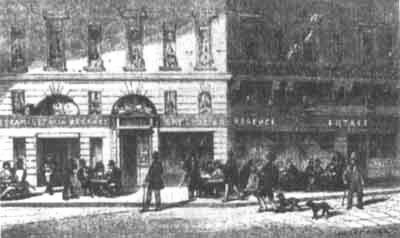
Außenansicht des Café de la Régence im 19. Jahrhundert

## Die Blütezeit
Regelmäßige Besucher des Cafés waren Berühmtheiten wie Denis Diderot, Jean-Jacques Rousseau, François-André Danican Philidor, Napoleon Bonaparte oder Benjamin Franklin. Die Schachmeister François Antoine de Legall und in späterer Zeit Lionel Kieseritzky und Daniel Harrwitz waren dort als Berufsspieler tätig.
Diderot beschreibt das Café in seinem Buch Le neveu de Rameau. Spitzenspieler des Café de la Régence verfassten den 1775 anonym veröffentlichten Traité des Amateurs, der als Ergänzung von Philidors Lehrbuch verstanden wurde. Über viele Jahre war im Café ein Schachtisch aus Marmor ausgestellt, an dem Napoleon 1798 gespielt hatte.
Neben Schach wurde im Café auch Dame oder Billard gespielt. Im Herbst 1843 war das Café de la Régence Schauplatz des Zweikampfs der beiden damals führenden Spieler der Welt, Pierre Saint-Amant und Howard Staunton. Staunton siegte mit 11 zu 6 Gewinnpartien, vier Spiele endeten remis.
Auch Karl Marx und Friedrich Engels trafen sich erstmals in diesem Café am Mittwoch, den 28. August 1844. Während seiner Europareise hielt sich auch Paul Morphy um 1858/59 häufig dort auf und besiegte Harrwitz in einem Match mit 5,5 zu 2,5. Dies war der letzte große Höhepunkt in der Schachgeschichte des Cafés.

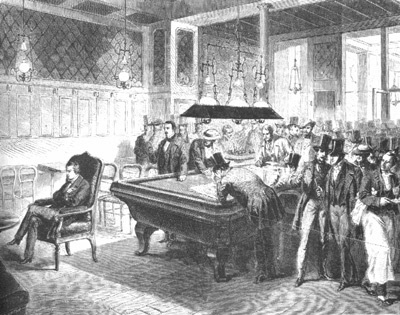
Paul Morphy in einer Partie als Blindspieler, Café de la Régence, 1858

## Das Ende des Café de la Régence
Nach dem Auftritt Morphys begann ein allmählicher Niedergang, wenn auch später noch einige erwähnenswerte Schachereignisse stattfanden, so etwa 1894 ein Korrespondenzwettkampf gegen den Schachklub von Sankt Petersburg, der unentschieden endete.
Nach einem Besitzerwechsel wurde das Café im Jahr 1910 zu einem Restaurant umgebaut, so dass es in der Folgezeit seinen Charakter veränderte. Ein Großteil der Schachspieler zog daraufhin während des Ersten Weltkrieges in das Café de l'Univers um. Das Restaurant, welches weiterhin historische Erinnerungsstücke aufbewahrte, bestand noch bis in die Mitte der 1950er Jahre. Heute (2012) befindet sich in dem Gebäude ein marokkanisches Tourismusbüro, ohne irgendeinen Bezug zum ehemaligen Café.

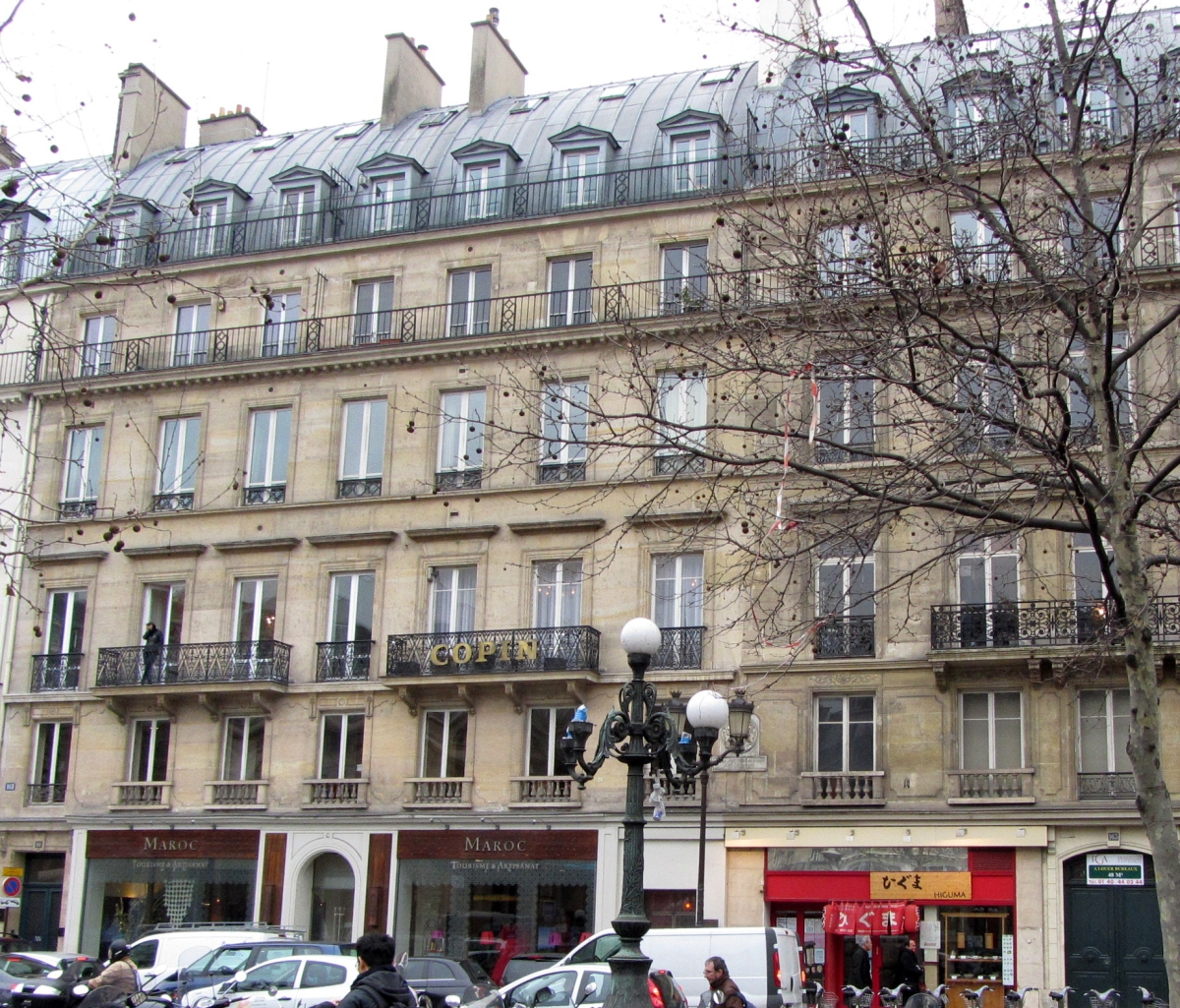
Paris, n° 161 rue Saint-Honoré, das Gebäude des ehemaligen Café de la Régence, 2012